# Михайловское сельское поселение (Кировская область)
Михайловское сельское поселение  — муниципальное образование в составе Тужинского района Кировской области России.
Центр — село Михайловское.

## История
Михайловское сельское поселение образовано 1 января 2006 года согласно Закону Кировской области от 07.12.2004 № 284-ЗО.

## Население
| 2010 | 2012 | 2013 | 2014 | 2015 | 2016 | 2017 |
| ---- | ---- | ---- | ---- | ---- | ---- | ---- |
| 641  | ↘591 | ↘555 | ↘525 | ↘496 | ↘473 | ↘433 |
| 2018 | 2019 | 2020 | 2021 |      |      |      |
| ↘409 | ↘384 | ↘356 | ↘338 |      |      |      |

## Состав
| № | Населённый пункт | Тип населённого пункта       | Население |
| - | ---------------- | ---------------------------- | --------- |
| 1 | Михайловское     | село, административный центр | 266       |
| 2 | Васькино         | деревня                      | 177       |
| 3 | Малиничи         | деревня                      | 11        |
| 4 | Масленская       | деревня                      | 35        |
| 5 | Черново          | деревня                      | 0         |
| 6 | Чумуры           | деревня                      | 1         |
| 7 | Шешурга          | село                         | 151       |